# Costa Pereira
Pour les articles homonymes, voir Pereira.
Alberto da Costa Pereira est un footballeur portugais né le 23 décembre 1929 à Nacala en Afrique orientale portugaise et mort le 25 octobre 1990 à Lisbonne. Dans sa carrière, il évolue au poste de gardien de but.

## Biographie
Costa Pereira fut le gardien du légendaire Benfica Lisbonne des années 1960. Il resta 13 ans au club, de 1954 (année de son arrivée au Portugal en provenance du Mozambique) à 1967. Dans une équipe emmenée par le buteur Eusebio, il a remporté notamment deux coupe d'Europe des clubs champions en 1961 et 1962, disputant deux autres finales en 1963 et 1965.
Il compte également 22 sélections en équipe du Portugal entre 1955 et 1965 mais n'a pas disputé la coupe du monde 1966 que les portugais ont terminé à la troisième place.

## Carrière
- 1954-1967 :  Benfica Lisbonne

## Palmarès
- 22 sélections en équipe du Portugal entre 1955 et 1965
- Vainqueur de la Coupe d'Europe des clubs champions en 1961 et 1962
- Finaliste de la Coupe d'Europe des clubs champions en 1963 et 1965
- Finaliste de la Coupe Latine en 1957
- Champion du Portugal en 1955, 1957, 1960, 1961, 1963, 1964, 1965 et 1967
- Vainqueur de la Coupe du Portugal en 1955, 1957, 1959, 1962 et 1964